# Fehmarn
Fehmarn (danski: Femern) je njemački otok ju Baltičkom moru. Prostire se uz istočne obale Schleswig-Holsteina, 18 kilometara južno od danskog otoka Lollanda.
Na otoku živi oko 12.000 stanovnika. S matičnom Njemačkom povezan je mostom izgrađenim 1963. i dugim 963 metra.
Od 2003. Fehmarn je i ime grada u koji su obuhvaćena sva naselja na otoku te njegova cjelokupna površina od 185 četvornih kilometara.
Otok i grad upravno pripadaju okrugu Istočni Holstein.

## Galerija
- Svjetionik
- Morska luka u selu Puttgarden
- Gradska vijećnica
- Most koji povezuje otok s njemačkom obalom
- Polje uljane repice (snimak iz 2009.)